# Mmm Mmm Mmm Mmm
Singles de Crash Test Dummies
The First Noel
(1992) Swimming in Your Ocean
(1994)
Mmm Mmm Mmm Mmm est une chanson interprétée par le groupe de rock canadien Crash Test Dummies, écrite et composée par son chanteur Brad Roberts. Elle est produite par le groupe et Jerry Harrison.
Sortie en single le 1er octobre 1993, elle est extraite de l'album God Shuffled His Feet.
Elle connaît un succès international et se classe en tête des ventes dans plusieurs pays.
La chanson apparait notamment dans le film Dumb and Dumber.

## Paroles de la chanson
Dans chaque couplet, la chanson décrit une situation difficile vécue par un enfant.
Il est tout d'abord question d'un garçon qui, blessé dans un accident de la circulation, manque l'école pendant un long moment. À son retour, ses cheveux qui étaient noirs sont devenus blancs.  
Le deuxième couplet parle d'une fille qui refuse de se changer dans les vestiaires au milieu de ses camarades. Quand ces dernières ont raison de sa pudeur, elles découvrent que son corps est couvert de taches de naissance.
Puis le narrateur précise que ces deux enfants sont tout de même heureux, mais qu'un autre a connu une situation bien pire.
Le troisième couplet raconte alors l'histoire d'un garçon que ses parents trop stricts ramènent directement à la maison après l'école. Ils se rendent ensuite à l'église et pendant l'office les parents se roulent par terre.

## Clip
Réalisé par Dale Heslip, il montre des enfants qui jouent sur une scène de théâtre les situations décrites dans les paroles. Les parents sont dans l'assistance. Plusieurs plans montrent le groupe, sur un côté de la scène, en train d'interpréter la chanson.

## Distinctions
La chanson est nommée pour le Grammy Award de la meilleure prestation vocale pop d'un duo ou groupe en 1994.
Le groupe et le réalisateur Dale Heslip obtiennent une nomination pour le Prix Juno de la vidéo de l'année en 1994. En 1995, les Crash Test Dummies sont nommés pour le Prix Juno du single de l'année.

## Listes établies par les médias
Si VH1 mentionne Mmm Mmm Mmm Mmm parmi les meilleurs One hit wonders des années 1990, pour le magazine Blender, en revanche, elle fait partie des 50 pires chansons qui existent, et elle figure dans les 20 chansons les plus ennuyeuses selon le résultat d'un sondage réalisé par Rolling Stone auprès de ses lecteurs en 2007.

## Classements hebdomadaires
| Classement (1993-1994)                 | Meilleure position |
| -------------------------------------- | ------------------ |
| Allemagne (GfK Entertainment)          | 1                  |
| Australie (ARIA)                       | 1                  |
| Autriche (Ö3 Austria Top 40)           | 3                  |
| Belgique (Flandre Ultratop 50 Singles) | 1                  |
| Canada (RPM Top Singles)               | 14                 |
| États-Unis (Billboard Hot 100)         | 4                  |
| États-Unis (Alternative Songs)         | 1                  |
| France (SNEP)                          | 5                  |
| Irlande (IRMA)                         | 3                  |
| Norvège (VG-lista)                     | 1                  |
| Nouvelle-Zélande (RMNZ)                | 4                  |
| Pays-Bas (Nederlandse Top 40)          | 4                  |
| Pays-Bas (Single Top 100)              | 4                  |
| Royaume-Uni (UK Singles Chart)         | 2                  |
| Suède (Sverigetopplistan)              | 1                  |
| Suisse (Schweizer Hitparade)           | 7                  |

## Certifications
| Pays                    | Certification | Unités certifiées |
| ----------------------- | ------------- | ----------------- |
| Allemagne (BVMI)        | Or            | 250 000           |
| Australie (ARIA)        | Platine       | 70 000            |
| États-Unis (RIAA)       | Or            | 500 000           |
| Norvège (IFPI)          | Platine       | -                 |
| Nouvelle-Zélande (RMNZ) | Platine       | 10 000            |
| Royaume-Uni (BPI)       | Or            | 400 000           |